# Kenny Thorup
Kenny Thorup (født 7. december 1977) er en dansk, tidligere professionel fodboldspiller. Hans primære position på banen var som midtbanespiller og sekundært som angriber. Hans afsluttede karrieren i 1. divisionsklubben Boldklubben Fremad Amager, som han skrev kontrakt med i juli måned 2004. Han har tidligere spillet i Fremad Amager, så hans debutkamp den 31. juli 2004 i udebanepremieren mod Boldklubben Skjold på Østerbro Stadion var således også hans comeback-kamp for klubben. Den 7. marts 2007 skiltes parterne imidlertid grundet hans langvarige skade (11 måneder).
Han startede oprindeligt med at spille fodbold i den københavnske fodboldklub Sundby Boldklub, før han skiftede til naboklubben Boldklubben Fremad Amager, hvor han var tilknyttet som ungdomsspiller i perioden 1990 til 1994. Han slog igennem i en meget ung alder som en teknisk stærk offensivspiller og spillede adskillige kampe på diverse ungdomslandshold: 2 optrædener (0 mål) på U/16-landsholder, 18 kampe (17 mål) på U/17-landsholdet, 20 (8 mål) på U/19-landsholdet og 1 enkelt (0 mål) på U-21 landsholdet blev det til. Thorup nåede aldrig til A-landsholdet, selvom han havde potentiale til at komme så langt.
Han tog fra øen Amager over broerne, skrev kontrakt med FC København og fik sidenhen sin debut i den bedste danske liga. Efteråret 1995 blev dog ikke succesfuld for unge Kenny Thorup, som i det følgende forår derfor blev lejet ud til Næstved IF. En enkel sæson hos sydsjællænderne blev det kun til, da rykkede klubben ned, og Kenny Thorup i stedet valgte at skifte til oprykkerne fra Hvidovre IF. Også her blev han kun en enkel sæson, da holdet rykkede ned. Den nye klub blev Aarhus GF.
Han spillede sin debutkamp for Aarhus GF den 15. marts 1998 i et målløst opgør hjemme mod Vejle Boldklub og sin sidste kamp for Aarhus GF den 12. marts 2001 mod Akademisk Boldklub. Efter skiftet fra Hvidovre IF fik Thorup ikke den ønskede succes og fik ophævet sin kontrakten pr. 1. juni 2001 efter gensidigt ønske fra både klubben og ham selv. Han kunne således skifte transferfrit til Akademisk Boldklub i sommeren 2001. I første sæson hos akademikerne blev han nummer fem i den bedste danske liga, hvilket er hans bedste resultat indenfor klubfodbolden. Han vendte dernæst tilbage til hvor det hele startede og underskrev transferfrit en treårig kontrakt med Fremad Amager før starten på 2004/2005 sæsonen.

## Spillerkarriere
- 19??-19??: Sundby Boldklub
- 1990-1994: Boldklubben Fremad Amager
- 1994-1995: FC København, 12 kampe og 1 mål, Superligaen
- 1996-1996: Næstved IF (lejet fra FC København), Superligaen
- 1996-1997: Hvidovre IF, Superligaen
- 1997-2001: Aarhus GF, 54 kampe og 11 mål, Superligaen
- 2001-2004: Akademisk Boldklub, Superligaen
- 2004-2007: Boldklubben Fremad Amager, 35 kampe og 9 mål, 1. division